# Hendrick van Balen

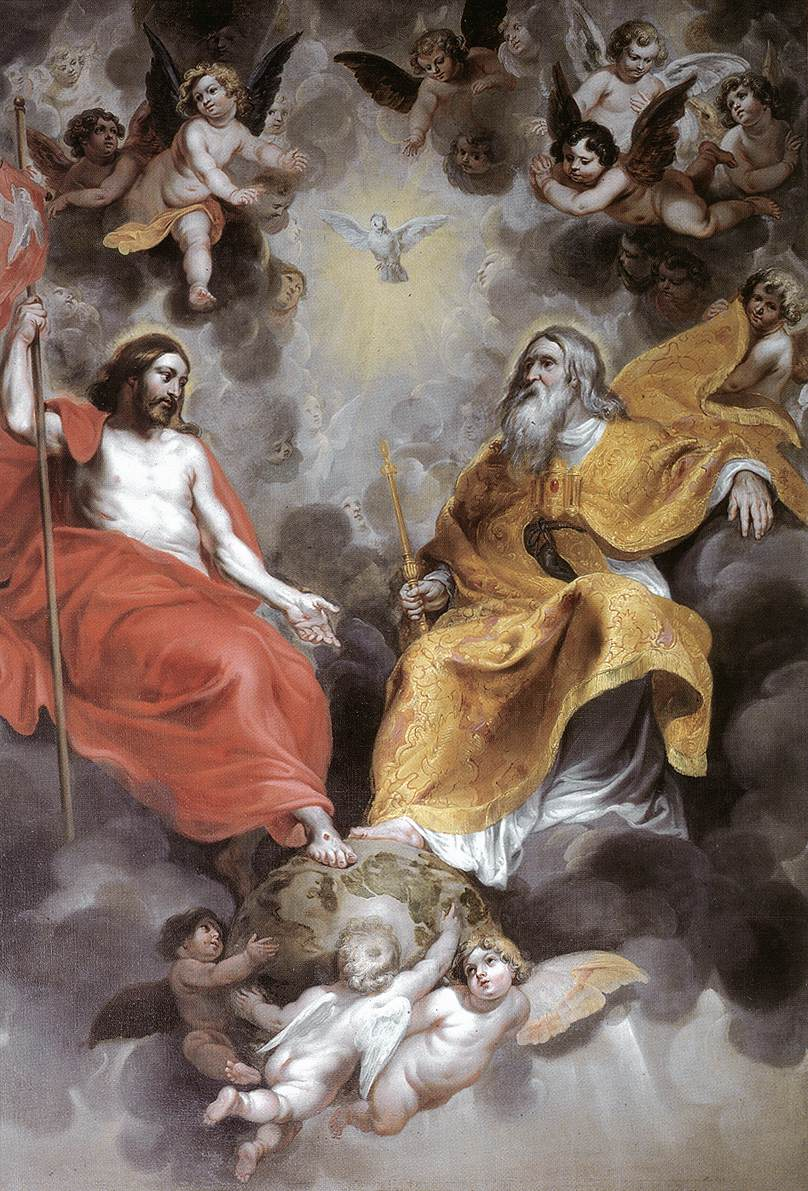
Święta Trójca

Hendrick van Balen (ur. 1575 w Antwerpii, zm. 17 lipca 1632 tamże) – flamandzki malarz barokowy.

## Życiorys
Uczył się prawdopodobnie u Adama van Noorta. W 1593 uzyskał tytu mistrza w antwerpskiej gildii św. Łukasza. W tym samym roku wyjechał do Włoch, gdzie przebywał do 1600, odwiedzając Rzym i Wenecję. Po powrocie do Antwerpii pełnił funkcję dziekana w gildii św. Łukasza, w latach 1608–1609. Był nauczycielem co najmniej 27 artystów, w tym m.in. Antona van Dycka i Fransa Snydersa. 

## Twórczość
Malował, głównie na blasze miedzianej, niewielkie sceny biblijne i mitologiczne. Często współpracował z Janem Brueghlem starszym i młodszym, którzy dodawali pejzażowe tła lub elementy martwej natury do jego figuralnych kompozycji. Artysta także projektował witraże oraz kompozycje ołtarzowe do antwerpskich kościołów Mariackiego, św. Pawła i św. Jakuba.